# Stenomesson
Stenomesson es un género  de plantas herbáceas, perennes y bulbosas perteneciente a la familia Amaryllidaceae. 

## Taxonomía
El género fue descrito por William Herbert y publicado en An Appendix 40. 1821.

## Especies aceptadas
A continuación se brinda un listado de las especies del género Stenomesson aceptadas hasta julio de 2011, ordenadas alfabéticamente. Para cada una se indica el nombre binomial seguido del autor, abreviado según las convenciones y usos.
- Stenomesson aurantiacum (Kunth) Herb.
- Stenomesson breviflorum Herb.
- Stenomesson campanulatum Meerow
- Stenomesson chilense Ravenna
- Stenomesson chloranthum Meerow & van der Werff
- Stenomesson flavum (Ruiz & Pav.) Herb.
- Stenomesson gasteroides Ravenna
- Stenomesson leucanthum (Ravenna) Meerow & van der Werff
- Stenomesson miniatum (Herb.) Ravenna
- Stenomesson mirabilis Ravenna
- Stenomesson moldenkei Traub
- Stenomesson parvulum Ravenna
- Stenomesson pauciflorum (Lindl. ex Hook.) Herb.
- Stenomesson pearcei Baker
- Stenomesson rupense Ravenna
- Stenomesson vitellinum Lindl.
- Stenomesson weberbaueri (Vargas) Ravenna